# The Silent Tongue (film 1911)
The Silent Tongue è un cortometraggio muto del 1911 scritto e diretto da Bannister Merwin.

## Produzione
Il film fu prodotto dalla Edison Company.

## Distribuzione
Distribuito dalla General Film Company, il film - un cortometraggio di 170 metri - uscì nelle sale cinematografiche statunitensi il 30 agosto 1911. Nelle proiezioni, veniva programmato con il sistema dello split reel, accorpato in un'unica bobina con un altro cortometraggio prodotto dalla Edison, la commedia Betty's Buttons.